# Alex Gubbins y los piratas del espacio

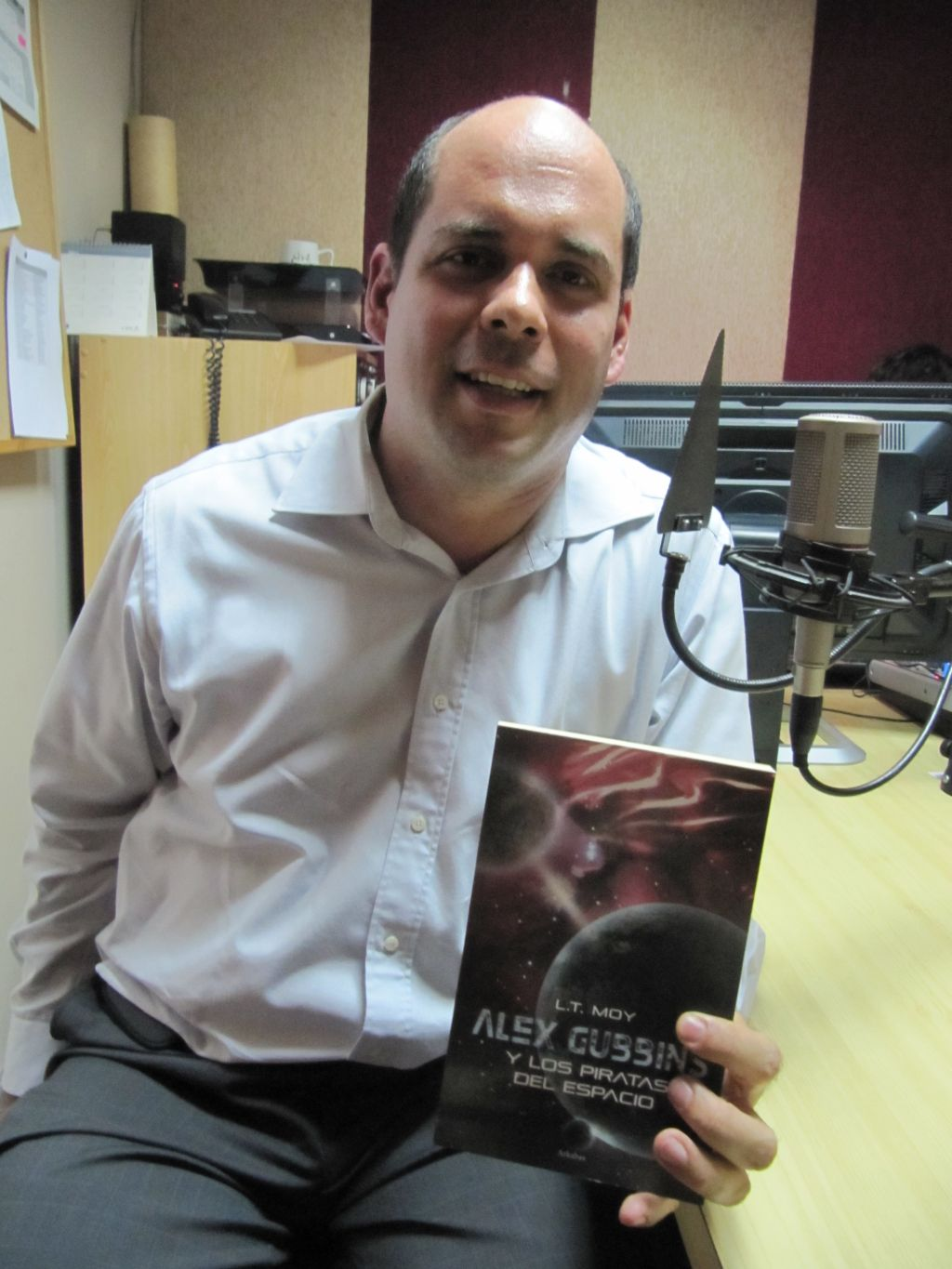
Luis Moy (Foto: Amelia Villanueva).

Alex Gubbins y los piratas del espacio Es un libro de aventuras, escrito por Luis Moy, profesor de la facultad de Ingeniería Industrial de la Universidad de Lima. Alex Gubbins está basado en las historias que el profesor Moy le contaba a sus hijos antes de dormir.
Cuando Alex Gubbins tenía seis años sus padres fueron secuestrados por piratas del espacio. Ahora él tiene catorce y está por iniciar sus estudios en la academia espacial, y los piratas están a punto de cruzarse nuevamente en su camino.

## Historia
La trama del libro es para un público infantil-juvenil, y transcurre en la Nave Aventura IV, donde viaja la familia Gubbins, que es atacada por “El Depredador”, la más temible nave pirata de la galaxia. Solo el pequeño Alex Gubbins consigue escapar a salvo, tras lo cual es acogido por el almirante Gabriel Newton y su familia. Newton le enseña a Alex las artes de la aviación, inspirando en él una pasión que lo lleva a ingresar a la Academia Premilitar, donde destaca desde un comienzo por sus extraordinarias habilidades, su aplicación y su carácter bondadoso. Sin embargo, Alex no ha olvidado su más grande deseo: reencontrarse con su familia.

## Protagonistas
Alex Gubbins: es el protagonista, era un niño de seis años, casi siete, de pelo castaño ondulado como el del padre y con los ojos celestes y la cara pecosa como su madre.
Jayyn Jed:Amigo tudio de Alex, es secuestrado junto a este en Aifargon y se une a él en la búsqueda de su familia.
Volker:Es un androide azul que servía a los otrag, una raza ya extinta. Cuando Alex y Jayyn encuentran su hogar, estos se hacen sus amos.
Piero Ratti: Es el primer amigo que Alex conoce en la academia.Es un humano. Tiene varias alergias. Comparte cuarto con Alex, Andy y Malcolm.
Erika Beaumont: Amiga de Alex.Es una humana. Ambos están profundamente enamorados del otro. Pertenecen al mismo grupo.
Andy Lane:El segundo amigo que Alex conoce. Es un humano. Siente una debilidad por los dulces. Comparte cuarto con Alex, Piero y Malcolm.
Malcolm Ebere: El tercer amigo que Alex conoce. Es un humano. A veces molesta a Alex y le gusta hacer bromas, aunque esto casi lo paga con expulsión dos veces. Comparte cuarto con Alex, Piero y Andy.
Daniel Gubbins: el padre de Alex, tenía treinta y cuatro años y era ingeniero de energía. Había sido contratado por la empresa generadora de energía de Atseut III como director del proyecto de la construcción de la nueva central que iba a abastecer a Ciudad Central. 
Amanda Gubbins: la madre, era dos años menor que su esposo y tenía una larga cabellera rubia, ojos celestes y la cara llena de pecas. Ella trabajaba como bibliotecaria en la Universidad Kers, en el planeta tropical KersMai, donde vivían.
Nerug: es el antagonista, el capitán (pirata) de la nave El Depredador era un mumatzo, una de las especies más raras de la galaxia y una de las más peligrosas. Los mumatzos machos por lo general pasaban los dos metros de altura y pesaban alrededor de trescientos kilos, tenían ojos pequeños y una gran boca llena de diminutos pero afilados dientes. Sus brazos eran algo cortos y delgados, y terminaban en manos con cuatro dedos dotados de largas y filudas garras. Las piernas eran gruesas y sus pies grandes, por lo que podían dar saltos muy largos. Además los mumatzos poseían una gran cola, la que frecuentemente usaban como arma. Esta no era una cola delgada que usaban como látigo, era una gruesa cola capaz de partir en dos la columna de su oponente.
Como todo pirata que comienza como un simple tripulante y luego va ascendiendo, el cuerpo de Nerug estaba lleno de cicatrices, algunas más grandes que otras. Además, producto de una explosión durante un fallido abordaje años atrás, Nerug había perdido el ojo y el brazo del lado derecho, pero no llevaba un parche y un garfio como los antiguos piratas de mar. Llevaba prótesis cibernéticas. Su ojo derecho ahora era un potente telescopio, que le permitía aumentar las imágenes y captar fuentes de calor. Su brazo mecánico era ligeramente más grande que su brazo original, y tenía un par de armas ocultas en él. Ambas prótesis eran de oro puro, cuyo brillo contrastaba con su piel rugosa de color marrón.
Eric Breg: El capitán de la nave Aventura IV era un humano de poco más de sesenta años. Tenía aspecto de abuelo bonachón, con su cabellera blanca y su barba de igual color, pulcramente recortados.
Bly: El segundo oficial de la nave Aventura IV, un ser de color verde oliva y cabellera verde oscuro, con enormes ojos color naranja. Medía casi dos metros de alto y era de la raza zaltana.
Cort Olathe: el capitán de navío Acorazado Unión, Olathe era un jenello, que medía un metro noventa de altura. Los jenellos eran muy parecidos a los humanos, pero se diferenciaban de estos por tener en la cabeza dos grandes lóbulos, en cada uno tenían un cerebro, y los machos poseían una gran cresta roja en el medio de ambos. Una mata de pelo blanco le cubría la nuca.
Lorena Fox: una humana de piel morena y cabello negro ondulado, quien era la piloto de la nave Acorazado Unión.
Dagna Ghio: La capitana de fragata de la navelllll Acorazado Unión era una hembra tudio, tal vez la raza más parecida a los humanos, salvo por su cabeza calva un poco puntiaguda con manchas marrones y sus orejas algo grandes y caídas. 
Comandante Remy: un humano de pelo corto y cejas anchas, viajaba a bordo de la nave Acorazado Unión.

## Naves
El caza A-16: eran prácticamente un ala triangular, estaban impulsadas por tres motores de fusión y tenían dos cañones láser en los costados y un cañón de misiles en la punta, la cabina era de transpariacero polarizado.
Aventura IV: Era una nave de gran tamaño, medía seiscientos metros desde la punta hasta los motores, pintada de color gris acero con su nombre inscrito en grandes letras negras a los costados.El destino final de la nave era el sistema Atseut,
Depredador: es una nave pirata de gran tamaño, de color gris, tiene un cuadrado negro donde hay un triángulo blanco y una equis blanca bajo el triángulo, también estaba armada con cañones de plasma y cañones láser
Acorazado Unión: es una nave gigantesca de más de un kilómetro de largo que se enfrenta a los piratas y logra salvar a Alex Gubbins.